# Warren Farrell

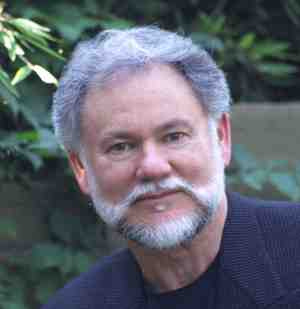
Warren Farrell

Socioloog Warren Farrell (26 juni 1943) is een Amerikaans schrijver over mannenzaken. Hij begon in de jaren '70 als feminist en was in dat kader bestuurslid van de NOW (National Organisation of Women). Daar brak hij later mee uit teleurstelling over de geringe aandacht voor mannenzaken. Hij begon toen te schrijven over mannen ("The Liberated Man" and "Why Men are the Way they are"). Zijn geruchtmakende werk "The Myth of Male Power" was het eerste in een reeks waarin hij ook vanuit mannenperspectief schreef. Hierna volgden "Women Can't Hear What Men Don't Say" en  "Father and Child Reunion".
Binnen de mannenbeweging behoort hij tot de grote stroming die zich niet afkeert van de verworvenheden van het feminisme maar voor een eigen mannelijke equivalent en toevoeging pleit.
Zijn voornaamste kritiek op het feminisme en op vrouwen is dat deze te makkelijk het slachtofferschap aanhangen. Ook betoogt hij keer op keer dat niet vrouwen maar juist mannen achtergesteld worden in de samenleving: zij overlijden eerder, gaan vaker dood tijdens werk, doen gevaarlijker werk, doen net zoveel of meer in het huishouden (klussen en tuinieren meegerekend) dan vrouwen. 'De kracht van vrouwen, ligt in hun slachtofferschap; de zwakte van mannen in hun vermeende dominantie', zo luidt een centrale stelling in het werk van Farrell.
De man wordt, aldus Farrell, op de liefdesmarkt te veel gezien als 'statusobject' - zijn tegenhanger van 'lustobject' - een man wordt niet gewaardeerd om wie hij is, maar om zijn werk/status/inkomen.
De kritiek op Farrell is vanuit de Amerikaanse vrouwenbeweging enorm. Zelf klaagt hij er over dat hem dikwijls op onheuse wijze de mond gesnoerd wordt of dat hij niet aan het woord wordt gelaten. Dit mechanisme wordt door hem "kanten gordijn" genoemd (naar analogie met het IJzeren gordijn 
Een van zijn boeken is in het Nederlands uitgebracht onder de titel "Wat mannen niet zeggen kunnen vrouwen niet horen"

### Engels
- 1974 The liberated man: beyond masculinity. Freeing men and their relationships with women, Random House, ISBN 0-394-490-24X
- 1986 Why Men Are the Way They Are. The Male-Female Dynamic, Mcgraw-Hill, ISBN 0-070-199-744
- 1993 The Myth of Male Power. Why Men Are the Disposable Sex, Berkley Publishing Group, ISBN 0-425-181-448
- 2000 Women Can't Hear What Men Don't Say. Destroying Myths, Creating Love, Jeremy P. Tarcher, ISBN 1-585-420-611
- 2001 Father and Child Reunion. How to Bring the Dads We Need to the Children We Love, Jeremy P Tarcher 21. Juni 2001, ISBN 1-585-420-751
- 2005 Why Men Earn More. The Startling Truth Behind the Pay Gap – and What Women Can Do About It, AMACOM, ISBN 0-814-472-109
- 2008 Does feminism discriminate against men?  a debate / Warren Farrell with Steven Svoboda vs. James P. Sterba. Oxford press 978-0-19-531283-6

### Nederlands
- 2001 Wat mannen niet zeggen kunnen vrouwen niet horen, The House of Books, vertaling Rob van Altena, ISBN 9789044301441

## Voetnoot
1. ↑  2001, The House of Books, vertaling Rob van Altena ISBN 9789044301441

- Bibsys: 90339135
- CiNii: DA06524456
- Gemeinsame Normdatei: 1168324378
- International Standard Name Identifier: 0000 0001 0992 163X
- Library of Congress Control Number: n85184596
- Bibliotheek van het Japanse parlement: 00439249
- Nationale Bibliotheek van Tsjechië: mub2015876142
- Nationale bibliotheek van Australië: 35076752
- Nationale Bibliotheek van Israël: 987007449191505171
- Nederlandse Thesaurus van Auteursnamen: 068921063
- SNAC: w6zf27fg
- Système universitaire de documentation: 094782040
- Trove: 819617
- Virtual International Authority File: 79348584
- WorldCat: E39PBJtRHHvdfCyGPfYpvc9VYP